# Louis Bonaventure Vanhoenacker
Louis Bonaventure Vanhoenacker est un homme politique français né le 16 janvier 1734 à Lille (Nord) et y décédé le 23 mars 1794.

## Biographie
Ancien président de la chambre de commerce, tout premier maire de Lille de 1790 (20 février), à 1791, jusqu'à son élection comme député, il est remplacé par François André-Bonte qui défend la ville lors du siège de 1792.
Il est élu député du Nord à l'Assemblée nationale législative de la Monarchie constitutionnelle du 1er octobre 1791 au 20 septembre 1792. Il est le 10e élu du département sur 12, par 488 voix sur 893 votants. Il siège parmi les modérés. Négociant, il est membre du comité du commerce.
Après la dissolution de l'Assemblée, il retourne à Lille où il décède le 22 mars 1794 (duodi 2 germinal an II).
Il épouse Marie Françoise Decroix (1735-1815) avec laquelle il a plusieurs enfants dont Joseph Désiré (1766-1846) qui a été président de la Chambre de Commerce de Lille.

## Honneurs

### Toponymes
Une place est dénommée Vanhoenacker dans le quartier de Moulins-Lille au bord de la rue d'Arras. On y trouve le bâtiment de l'ancien siège de la coopérative l'Union et à l'angle avec la rue Courmont l'ancien hôtel particulier de l'industriel Courmont, actuellement siège de la Mairie de quartier.

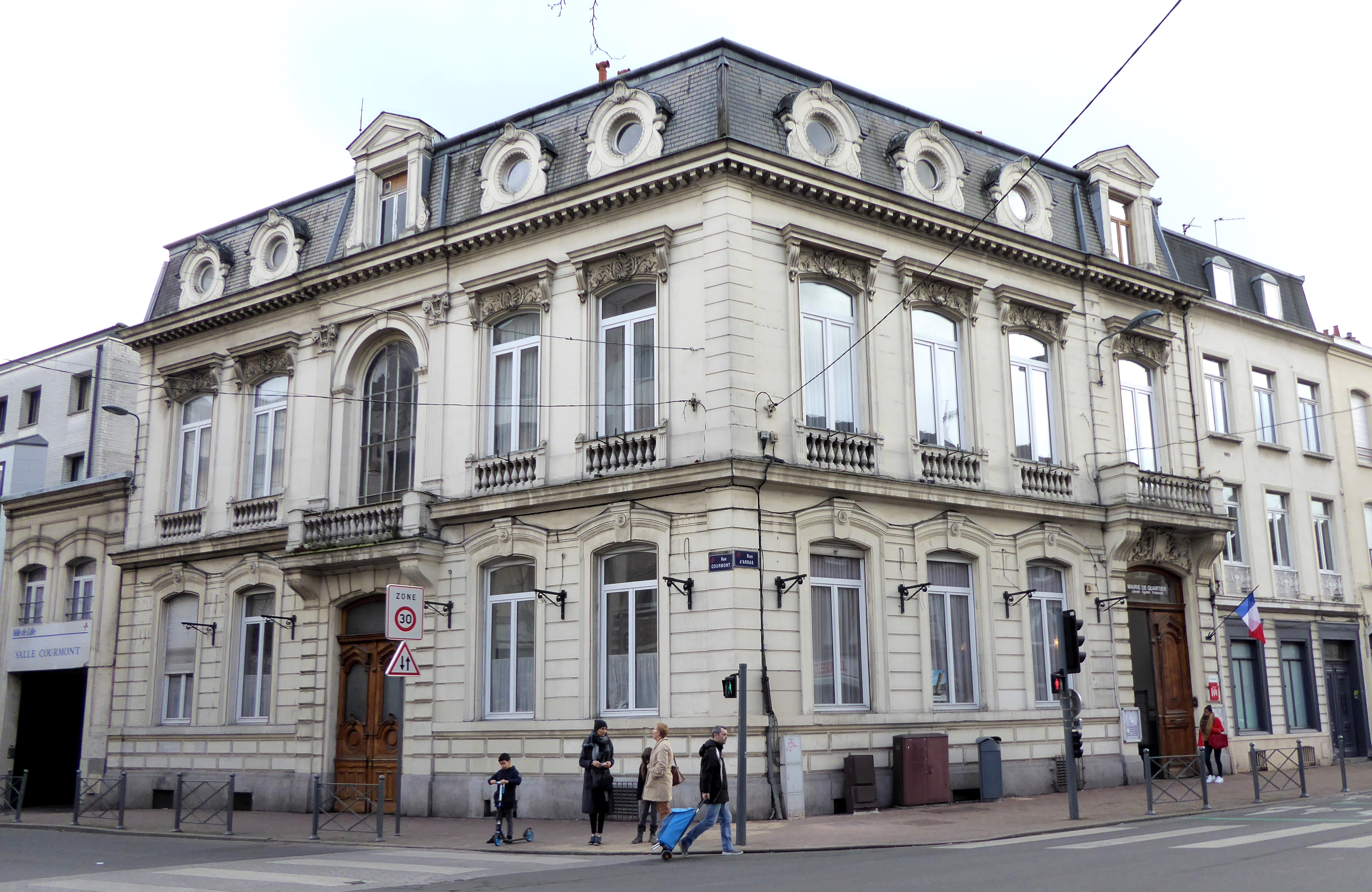
La Mairie de quartier dans l'ancien Hôtel Courmont, place Vanhoenacker.
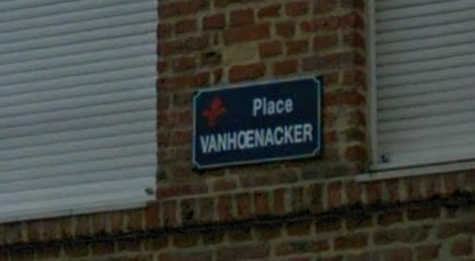
Plaque indicatrice.